# Anamarija
Anamarija je žensko osebno ime.

## Izvor imena
Ime Anamarija je skovanka dveh samostojnih imen Ana in Marija.

## Pogostost imena
Po podatkih Statističnega urada Republike Slovenije je bilo na dan 31. decembra 2007 v Sloveniji število ženskih oseb z imenom Anamarija: 851. Med vsemi ženskimi imeni pa je ime Anamarija po pogostosti uporabe uvrščeno na 197 mesto.

## Osebni praznik
Anamarija praznuje god 26. julija.